# Lista dos soberanos de Luca
Luca, uma cidade no Noroeste da Toscana, foi uma república até ao início do século XIX, tendo desenvolvido, ao longo de mais de 500 anos, instituições locais que afirmaram a independência do seu governo comunal.
Com as invasões francesas, e o corte com o Antigo Regime, Luca passa a ser um estado satélite da França, primeiro como «República Irmã» (a reppubblica Lucense) e, a partir de 1805, como Principado de Luca e Piombino.
Em 1815, o Congresso de Viena cria um novo Ducado de Luca, estado transitório entregue à Casa de Bourbon-Parma, que é assim, compensada por o seu anterior estado, o Ducado de Parma, ter sido entregue à ex-imperatriz dos Franceses, Maria Luísa, filha de Francisco I da Áustria.
Quando, em 17 de dezembro de 1847, Maria Luísa morre, o duque Carlos I de Luca toma, finalmente, posse de Parma não sem antes entregar Luca ao Grão-ducado da Toscana.

## Príncipes de Luca e Piombino

### Casa Baciocchi (1805-1814)
| Príncipe                                       | Retrato | Nascimento                                                                     | Casamentos                    | Morte                       |
| ---------------------------------------------- | ------- | ------------------------------------------------------------------------------ | ----------------------------- | --------------------------- |
| Félix Baciocchi (Felice Bacciochi) 1805 – 1814 |         | 18 de maio de 1762 Ajaccio filho de Francisco Baciocchi e de Flamínia Benielli | Elisa Bonaparte 1797 3 Filhos | 28 de abril de 1841 Bolonha |

## Duques de Luca(1815-1847)

### Casa de Bourbon-Parma
| Duque                                 | Retrato | Nascimento                                                                        | Casamentos                           | Morte                    |
| ------------------------------------- | ------- | --------------------------------------------------------------------------------- | ------------------------------------ | ------------------------ |
| Maria Luísa (María Luisa) 1815 – 1824 |         | 6 de julho de 1782 Madrid filha de Carlos IV de Espanha e de Maria Luísa de Parma | Luís I da Etrúria 1795 2 filhos      | 13 de março de 1824 Roma |
| Carlos I (Carlo I) 1824 – 1847        |         | 22 de dezembro de 1799 Madrid filho de Luís I da Etrúria e de Maria Luísa de Luca | Maria Teresa de Saboia 1820 2 filhos | 16 de abril de 1833 Nice |

1847 - integrado no Grão-ducado da Toscana
(daí para a frente passou a ter a mesma sorte que o resto da Toscana)